# Willi Rößler
Willi Kurt Rößler (* 12. Februar 1924 in Meiderich, Duisburg; † 2. Oktober 2007 in Neunkirchen) war ein deutscher Fechter, der für das Saarland antrat.

## Karriere
Willi Rößler nahm für das Saarland an den Olympischen Spielen 1952 in Helsinki teil. Er gehörte zur Säbel-Mannschaft, mit der er in der Vorrunde ausschied. Von 1953 bis 1955 trat er an den Weltmeisterschaften an.
Rößler kam während des Zweiten Weltkriegs nach Neunkirchen und schloss sich 1942 dem TuS 1860 Neunkirchen an. 1955 wurde er Saarlandmeister im Florett-Einzel.